# Haliragoides australis
Haliragoides australis is een vlokreeftensoort uit de familie van de Calliopiidae. De wetenschappelijke naam van de soort is voor het eerst geldig gepubliceerd in 1912 door Charles Chilton.